# Lymanopoda harknessi
Lymanopoda harknessi är en fjärilsart som beskrevs av Dyar 1913. Lymanopoda harknessi ingår i släktet Lymanopoda och familjen praktfjärilar. Inga underarter finns listade i Catalogue of Life.